# 海米斯海什納
36°39′00″N 3°19′50″E / 36.65000°N 3.33056°E

海米斯海什納（阿拉伯语：‎），是阿爾及利亞的城鎮，位於該國北部，由布米爾達斯省負責管轄，是海米斯海什納區的首府，處於阿爾及爾以東30公里，面積67平方公里，海拔高度91米，2008年人口75,962。